# شرلوك هولمز: لعبة ظلال
شرلوك هولمز: لعبة ظلال (بالإنجليزية: Sherlock Holmes: A Game of Shadows)‏ فيلم حركة وغموض بريطاني-أمريكي من إخراج جاي ريتشي.مبني على الشخصية التي تحمل نفس الاسم للكاتب السير آرثر كونان دويل. كتب سيناريو الفيلم كيران مولروني وميشيل مولروني. أدى روبرت داوني جونير دور شرلوك هولمز وجود لو دور جون واطسون وجاريد هاريس دور البروفيسور جيمس موريارتي، إضافة إلى نومي رابيس بدور الغجرية سيمزا هيرون.
يحاول هولمز وواطسون القضاء على عدوهم اللدود بروفيسور جيمس موريارتي قبل أن يجر أوروبا إلى حافة حرب عالمية. الفيلم أستلهم من القصة القصيرة لآرثر كونان دويل "المشكلة الأخيرة"، لكن الفيلم له قصة أصلية تختلف عنها.
على الرغم من المراجعات المتباينة من النقاد، حقق شارلوك هولمز: لعبة ظلال نجاحاً تجاري كبير وتعدت إيراداته 543 مليون$. يتم حالياً التحضير لجزء ثالث حسب ما أعلنت وارنر برذرز.

## طاقم التمثيل
- روبرت داوني جونير بدور شرلوك هولمز
- جود لو بدور جون واطسون
- نومي رابيس بدور مدام سيمزا هيرون
- جاريد هاريس بدور البروفيسور موريارتي
- ستيفن فري بدور ميكروفت هولمز
- كيلي ريلي بدور ماري واتسون
- رايتشل مكأدامز بدور إيرين أدلر
- إدي مارسن بدور المفتش لستريد
- جيرالدين جيمس بدور السيدة هدسون
- بول أندرسون بدور سيباستيان موران

## روابط خارجية
- شرلوك هولمز: لعبة ظلال على موقع IMDb (الإنجليزية)
- شرلوك هولمز: لعبة ظلال على موقع ميتاكريتيك (الإنجليزية)
- شرلوك هولمز: لعبة ظلال على موقع روتن توميتوز (الإنجليزية)
- شرلوك هولمز: لعبة ظلال على موقع نتفليكس (الإنجليزية)
- شرلوك هولمز: لعبة ظلال على موقع قاعدة بيانات الأفلام العربية
- شرلوك هولمز: لعبة ظلال على موقع ألو سيني (الفرنسية)
- شرلوك هولمز: لعبة ظلال على موقع Turner Classic Movies (الإنجليزية)
- شرلوك هولمز: لعبة ظلال على موقع أول موفي (الإنجليزية)
- شرلوك هولمز: لعبة ظلال على موقع بوكس أوفيس موجو (الإنجليزية)
- شرلوك هولمز: لعبة ظلال على موقع فيلمافينيتي (الإسبانية)